# Yuki Inamori
Yuki Inamori, japanska: 稲森佑貴; Inamori Yūki, född 2 oktober 1994 i Kagoshima prefektur, är en japansk professionell golfspelare som spelar för Japan Golf Tour och Asian Tour. Han har tidigare spelat bland annat på PGA Tour och för Liv Golf.
Inamori har vunnit fyra Japan-vinster. Han spelade 2019 års The Open Championship och slutade på delad 72:a plats. Inamoris bästa placering för LIV Golf var en tolfte plats vid LIV Golf Invitational Portland, som spelades på Pumpkin Ridge Golf Club, i LIV Golf Invitational Series 2022. Han erhöll 374 000 amerikanska dollar i prispengar för den placeringen.